# رمینگتون مدل ۷۰۰
رمینگتون مدل ۷۰۰ (به انگلیسی: Remington Model 700) نام یک سری جنگ‌افزار گلنگدنی ساخت کارخانه اسلحه‌سازی رمینگتوناست که از سال ۱۹۶۲ میلادی تاکنون تولید آن ادامه‌دارد. عملکرد آن با ضربهٔ مستقیم سوزن گلنگدن به ته فشنگ است. خشابهای گوناگون سه تا پنج‌تیره دارد و از لحاظ بدنه، کالیبر و جنس مواد اولیه از بسیار متنوع‌است.

## به‌کاربرندگان
- کانادا: پلیس سواره نظام سلطنتی کانادا
- اندونزی: کماندو پاسوکان کاتاک
- مالزی: پاسوکان گراکان کهاس
- ایالات متحده آمریکا: گشت مرزی ایالات متحده آمریکا، تفنگداران دریایی ایالات متحده آمریکا، نیروی دریایی ایالات متحده آمریکا، نیروی زمینی ایالات متحده آمریکا